# 草皮逍遥蛛
草皮逍遥蛛（学名：Philodromus cespitum）为逍遥蛛科逍遥蛛属的动物。分布于日本、朝鲜、北美洲、北非、欧洲以及中国大陆的内蒙古、辽宁、吉林、甘肃、河北、陕西、江苏等地，常生活于树林、草丛以及多种农田。该物种的模式产地在欧洲。